# Politiezone Maasland
De Politiezone Maasland (zonenummer 5383) is een Belgische politiezone bestaande uit de gemeenten Dilsen-Stokkem en Maaseik. De politiezone behoort tot het gerechtelijk arrondissement Limburg.
De zone wordt sinds 1 oktober 2019 geleid door korpschef Ronin Cox. Voorheen werd de zone van haar oprichting in 2002 tot zijn pensioen op 1 juli 2019 geleid door korpschef Fred Gerarts. 
Het hoofdcommissariaat van de politiezone is gelegen aan de Maastrichtersteenweg 21 in Maaseik. Voor Dilsen-Stokkem is er een politie-antenne aan de Nieuwstraat 32 in Lanklaar. 